# Мьянманско-северокорейские отношения
Мьянма (Бирма) и КНДР установили двусторонние дипломатические отношения в мае 1975 года. История контактов между двумя странами восходит к 1948 году, году провозглашения независимости Бирмы. Однако сначала Бирма при У Ну поддерживала правительство Ли Сын Мана на юге Кореи. Во время и после корейской войны Бирма уравновешивала интересы Северной и Южной Кореи, принимая во внимание позицию КНР. После установления дипломатических отношений в 1975 году Бирма начала сдвигаться в сторону КНДР, которая также была номинально социалистической и не менее настороженно относилась к западному империализму.
Рангунский теракт 9 октября 1983 года стал поворотным моментом в отношениях Мьянмы и КНДР. Как только стало известно, что за атакой стоят северокорейцы, Мьянма разорвала дипломатические отношения и дошла до отказа от официального признания страны. Отношения начали восстанавливаться в годы политики солнечного света, когда Южная Корея поощряла сближение КНДР с Мьянмой. Стратегические соображения ещё больше сблизили Мьянму и КНДР. У Мьянмы были природные ресурсы, в которых нуждалась КНДР, и КНДР начала снабжать Мьянму военной техникой. Дипломатические отношения были восстановлены 25 апреля 2007 года.
Военное сотрудничество между КНДР и Мьянмой переросло в сотрудничество по ядерным вопросам. Считается, что в Мьянме действует программа создания ядерного оружия, цель которой — повторить успех ядерного оружия КНДР. Программа поддерживается северокорейским обучением и оборудованием. Хотя политические реформы в Мьянме (2011—2015) привели к отмене и понижению уровня военных связей, по состоянию на 2018 год сообщения о подозрительной деятельности продолжали поступать.

## История

### Период хороших отношений
Бирма (Мьянма) и КНДР уже имели определённые контакты в 1948 году, когда Бирма стала независимой. Правительство У Ну, однако, проголосовало за предложение в ООН, которое признало правительство Ли Сын Мана законным правительством над всей Кореей. Бирма, однако, отказалась признавать какое-либо государство и хотела видеть мирное решение зарождающегося корейского кризиса. После того, как разразилась Корейская война, Бирма применила резолюцию Совета Безопасности ООН, в которой КНДР
была названа агрессором. Эта воспринимаемая «антикоммунистическая» позиция Бирмы озадачила многих, потому что Бирма рассматривалась как страна с внеблоковой ориентацией. Однако Бирма не послала войска для сражения в Корее. Когда обострилась корейская война и в неё вмешался Китай, Бирма с её протяженной границей с Китаем была вынуждена изменить свой тон. Бирма стала единственной некоммунистической страной наряду с Индией, которая не проголосовала за движение, признавшее Китай ещё одним агрессором корейской войны.
После войны Бирма начала развивать контакты с обеими Кореями в неофициальной обстановке. К 1961 году в Бирме не было посольств обеих Корей. Бирма установила официальные дипломатические отношения с обеими Кореями в мае 1975 года после прихода к власти У Не Вина. В 1970-е и 1980-е годы КНДР и Южная Корея боролись за легитимность на международной арене. Это также отразилось на отношениях этих стран с Бирмой, когда обе страны пытались совместить информационно-пропагандистские усилия друг друга. Оба содействовали визитам делегаций, групп дружбы и культурных трупп в Бирму. Для бирманцев эти усилия рассматривались как неудобство и нагрузка на их ресурсы, но они стремились одинаково относиться к обеим Кореям. Однако отношения с КНДР переросли в более тёплый уровень. Оба государства были номинально социалистическими государствами и разделяли подозрения в отношении западного империализма. Бирма и КНДР также сотрудничали через Движение неприсоединения. В то же время, однако, КНДР поддерживала бирманские антиправительственные партизанские группы, в частности Коммунистическую партию Бирмы. Утверждалось, что для Ким Ир Сена было лично важно поддерживать коммунистических революционеров. В качестве альтернативы предполагалось, что Ким, возможно, хотел дестабилизировать бирманское правительство, чтобы угодить Китаю ради политической выгоды.

### Бомбардировка Рангуна и последствия
Теракт в Рангуне произошёл 9 октября 1983 года, когда три северокорейских агента заложили бомбу в Мавзолей мучеников в Рангуне. В результате взрыва бомбы погиб 21 человек, в том числе четыре члена кабинета министров президента Южной Кореи Чон Ду Хвана, которые находились с визитом в стране. Сам президент чудом скрылся. Власти Бирмы выследили агентов, убили одного и схватили двоих. Их приговорили к смертной казни.
Не Вин был возмущён и чувствовал себя лично преданным Ким Ир Сеном. Бирма изгнала северокорейских чиновников, немедленно разорвала дипломатические отношения и официально отозвала признание северокорейского государства 11 ноября. КНДР совершила еще один акт государственного терроризма, когда её агенты заложили бомбу на рейс 858 авиакомпании Korean Air, который взорвался недалеко от Бирмы над Андаманским морем.

### Восстановление отношений
Отношения постепенно стали улучшаться, и в годы политики солнечного света Южная Корея поощряла их восстановление. По словам Канбаузы Вина: «Личный интерес снова сблизил две страны [.] Северная Корея извлекла выгоду из природных ресурсов Бирмы, таких как нефть, газ и древесина, в то время как правителям Бирмы нужен доступ к военной технике, которая была заблокирована США и Европейские санкции». 25 апреля 2007 года Государственный совет мира и развития (ГСМР), пришедший к власти после восстания 8888, наконец, формально восстановил отношения. Шве Ман тайно посетил Пхеньян в следующем году. Сообщается, что он подписал меморандум о взаимопонимании о дальнейшем военном сотрудничестве с двумя странами.
КНДР начала поддерживать ГСМР, поставляя оружие. Сюда входили боеприпасы для стрелкового оружия, 130-мм полевые орудия и корабельные ракеты класса «земля-земля». Северокорейские грузовые суда часто заходили в порты Мьянмы, а технические специалисты посещали страну, в том числе на военно-морской базе Monkey Point в Янгоне. В Нейпьидо северокорейские военные инженеры построили убежища для вооружённых сил Мьянмы. Были планы купить северокорейскую подводную лодку. Эти действия вызвали международную тревогу.

### Сотрудничество по ядерным вопросам
Считается, что Мьянма и КНДР сотрудничают по ядерным вопросам с целью разработки ядерной оружейной программы Мьянмы. Военные Мьянмы были мотивированы тем, что «не могли не заметить, как Северная Корея противостояла США, резкому критику бирманского режима, в основном из-за их ядерной программы». Однако международное сообщество скептически относится к этому вопросу, поскольку аналогичные обвинения в отношении Ирака оказались ложными. В 2003 году Мьянма направила 30 официальных лиц в КНДР для изучения технологии реакторов. Другая возможность заключается в том, что они поехали в КНДР для обучения использованию ракет, которые Мьянма хотела купить у страны, но не могла себе позволить в тот момент. ГСМР рассматривает возможность покупки целого ядерного реактора у КНДР. В 2006 году они начали закупать у КНДР инструменты, необходимые для строительства реактора. КНДР закупила уран у Мьянмы, которая, в свою очередь, закупила северокорейское оборудование для обогащения урана и плутония. Северокорейские ядерные эксперты работают в районе Та Бейк Куин в Мьянме.
Северокорейское грузовое судно «MV Bong Hoafan» было замечено в порту Мьянмы в ноябре 2006 года. Официально оно укрывалось от шторма, но иностранные дипломаты были обеспокоены присутствием корабля. В следующем году, всего через несколько дней после восстановления дипломатических отношений, еще один северокорейский корабль, «Кан Нам 1», прибыл в порт Тилава. Сообщалось, что он тоже укрылся от шторма, но после того, как два бирманских журналиста, нанятых японским информационным агентством, исследовали судно, они были задержаны. Не исключено, что корабль находился в Мьянме в связи с ядерной программой страны.
В 2008 году США заблокировали рейс самолёта Ил-62 авиакомпании Air Koryo с остановки в Мандалае в Мьянме в Иран, полагая, что он нёс гироскопы для систем наведения ракет. В январе 2009 года в Мьянме погиб специалист по оружию из КНДР, который работал над секретным проектом в Мейтхиле. Его останки были быстро репатриированы. В июне того же года корабль ВМС США преследовал северокорейское судно возле порта Янгона.
Мьянма рассчитывает на сотрудничество с КНДР в ядерной области, потому что её беспокоят связи с Россией. В случае ухудшения её отношений с Россией КНДР останется важным союзником в ядерных вопросах. Китай, дружественный как к Мьянме, так и к КНДР, не высказал негативных комментариев по поводу возможного ядерного сотрудничества между двумя странами.
После политических реформ в Мьянме военные связи были либо понижены, либо урезаны. Однако в 2018 году ООН обнаружила, что КНДР продаёт Мьянме баллистические ракеты и ракеты класса «земля-воздух» и другое оружие через своё подразделение по экспорту оружия «Korea Mining and Development Trading Corporation».

### Мьянма и КНДР в Азии

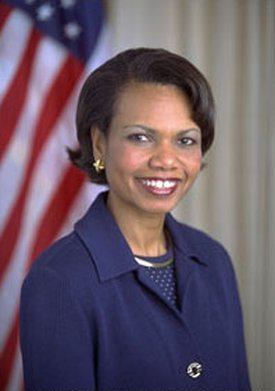
Кондолиза Райс назвала обе страны в 2005 году «форпостами тирании».

В Мьянме есть посольство КНДР. Мьянма входит в первую десятку стран-получателей экспорта из КНДР.
Отношения Мьянмы и КНДР повлияли на отношения Мьянмы с такими странами, как США и Япония. Эти страны выступили за нормализацию отношений с Мьянмой, чтобы помешать КНДР получить союзника в Юго-Восточной Азии.
Мьянму и КНДР часто сравнивают друг с другом. Обе соседствуют с Китаем, оба являются сильно милитаризованными обществами с продолжающимся конфликтом и изоляционистской политикой. В 2005 году госсекретарь США Кондолиза Райс включила обе страны в список «форпостов тирании». Мьянма, по словам Майкла Грина и Дерека Митчелла, «заинтересована в том, чтобы следовать модели Северной Кореи и достичь военной автаркии путем разработки баллистических ракет и ядерного оружия». По словам американского историка Дэвида И. Стейнберга, обе страны разделяют черту национализма, коренящуюся в незащищённости и уязвимости. Эти характеристики объясняют, например, почему две страны в какой-то момент решают изменить свои часовые пояса, чтобы отклониться от международной нормы на полчаса.